# 鲍勃·艾格
羅伯特·艾倫·“鮑勃”·艾格（英語：Robert Allen "Bob" Iger，1951年2月10日—）是美國犹太裔商人及傳媒高級行政主管，生於美國紐約長島。1974年加入美國廣播公司。現任華特迪士尼公司首席执行官。他在2000年成為迪士尼總裁兼營運長，繼而在2005年10月繼承邁克·艾斯納成為總裁兼首席执行官，2012年3月繼承小約翰·佩珀（John E. Pepper Jr.）成為董事長及首席執行官。在艾格領導下，迪士尼於2006年收購了彼思動畫製作室，然後在2009年收購了漫威娛樂，再在2012年收購了盧卡斯影業，進一步擴展了迪士尼媒體王國的版圖。他亦曾是蘋果公司董事會成員。2017年12月14日，艾格宣佈華特迪士尼收購由傳媒大亨魯珀特·梅鐸控制的二十一世紀福斯的大部分資產，連同承擔債務，總代價約為524億美元。
2022年11月22日，迪士尼董事會突然宣布撤換行政總裁，獲續約3年的鮑伯·查佩克被罷免，由此前擔任迪士尼CEO長達15載的艾格重掌帥印。

## 香港迪士尼樂園
2005年9月12日，中共中央政治局常委、中國國家副主席曾慶紅在香港行政長官曾蔭權陪同下，與迪士尼公司行政總裁邁克·艾斯納及總裁羅伯特·艾格一起在香港主持香港迪士尼樂園的開幕儀式，為舞獅點睛。

## 迪士尼加州冒險樂園
艾格於2007年10月提出5年11億美元的对迪士尼加州冒險樂園的更新計劃。他在提案會議上說：「面對現實吧！迪士尼加州冒險樂園已經出了問題，營運狀況和報酬率都不理想，唯一解決之道就是整建、擴張。」 2012年6月15日，羅伯特·艾格和其拍档好友米奇老鼠共同主持一场异彩纷呈、盛大隆重的迪士尼加州冒险乐园重新开放典礼，正式推出两个众所期待的主题园区“反斗車王天地”和“美景街”。该典礼欢庆乐园在为期五年的扩建过程中增加了20多个全新的游乐项目和演出节目。 2012年8月，迪士尼加州冒險樂園擴建完成重開之後，艾格表示入園人數也大幅增加。總計，迪士尼在2012年第三季，在主題樂園的收入，可以上升9%，達到三十四億四千萬美元。

## 上海迪士尼樂園
2011年4月8日，上海迪士尼樂園項目正式宣佈開工，艾格以華特迪士尼首席執行官身份與華特迪士尼樂園及度假區負責人托馬斯·斯塔格斯（Thomas Staggs）等一同上台為開工儀式培土。4月10日，羅伯特‧艾格表示，中國完全有能力容納兩個迪士尼樂園，迪士尼公司對香港迪士尼未來發展充滿信心。 2016年5月5日，中共中央總書記、中國國家主席習近平在人民大會堂會見美中貿易全國委員會副主席、美國迪士尼公司董事長艾格。

## 迪士尼動物王國
2011年9月21日，華特迪士尼公司宣佈，已達成一項獨家協議，將在佛羅里達州的迪士尼動物王國內興建電影《阿凡達》的主題園區。《阿凡達》導演占士·金馬倫與迪士尼總裁兼CEO羅伯特·艾格一起出席新聞發佈會。

## 年薪
羅伯特·艾格在2012年獲得了4020萬美元的年薪及分紅，比之前一年多了百分之二十。當中薪金為250萬、分紅為1,650萬、953萬為股票及4百萬其他補償金額。 根據公告，艾格在2014年收取250萬美元基本薪酬、2280萬美元花紅、1730萬美元股票獎勵，以及其他福利390萬美元。艾格2015財年的總年薪包括基本薪酬為250萬美元(約1950萬港元)、現金花紅高達2230萬美元(約1.74億港元)，以及總值約1710萬美元(約1.33億港元)的股權獎勵。

## 卸任日期
2011年10月，据华尔街日报中文网消息，华特-迪士尼公司称，罗伯特·艾格将在2015年卸任首席执行长一职。该公司表示，艾格的继任人选尚未确定。2013年7月1日，華特迪士尼公司宣佈延長他的CEO合約至2016年6月30日。2017年12月14日，華特迪士尼宣布收購廿一世紀福斯的大部分資產，同時宣佈將艾格的任期將延長至2021年。

2020年2月25日，罗伯特·艾格卸任华特迪士尼公司首席执行官，由鲍伯·查佩克接任，但艾格将继续留任董事长至2021年12月31日。但在2022年11月22日，查佩克被迪士尼罢免，迪士尼同步宣佈艾格将回归担任华特迪士尼公司首席执行官。
2021年12月31日，罗伯特·艾格卸任华特迪士尼公司董事长，由苏珊·阿诺德接任。

## 荣誉

### 外国勋章奖章
- 大英帝国爵级司令勋章（英国，2022年[22]）

## 外部連結
- 羅伯特·艾格 （页面存档备份，存于） 華特迪士尼公司官方網站

| 商界職務                                       | 商界職務                                          | 商界職務                         |
| ---------------------------------------------- | ------------------------------------------------- | -------------------------------- |
| 前任： 布蘭登·斯托達德 (Brandon Stoddard)      | 美國廣播娛樂公司總裁 1989年 –1992年               | 繼任： 泰德·哈伯特 (Ted Harbert) |
| 前任： 小約翰·佩珀                             | 華特迪士尼公司董事長 2012年 –                     | 繼任： 現任                      |
| 前任： 鮑伯·查佩克                             | 華特迪士尼公司首席執行官 2005年 –2020年, 2022年 - | 繼任： 現任                      |
| 前任： 空缺 (前任 邁克爾·奧維茨 Michael Ovitz) | 華特迪士尼公司總裁 2000年 – 2012年                | 繼任： 空缺                      |